# Дискографія Dark Tranquillity
Dark Tranquillity — шведський музичний гурт, що належить до першопрохідців мелодійного дез-металу. Був створений Нікласом Сундіном та Мікаелем Станне у 1989 році під назвою Sceptic Boiler. Після видання двох дебютних демо-робіт назву колективу було змінено на сучасну. Є одним з найстаріших нині існуючих гуртів «гетеборзької хвилі».

## Студійні альбоми
| 1993                                                                         | Skydancer - Виданий: 30 серпня 1993 - Лейбл: Spinefarm Records (# SPI34) - Формат: CD, LP          | —  | —  | —  | —   |
| 1995                                                                         | The Gallery - Виданий: 27 листопада 1995 - Лейбл: Osmose Productions (# OPCD 033) - Формат: CD, LP | —  | —  | —  | —   |
| 1997                                                                         | The Mind's I - Виданий: 21 квітня 1997 - Лейбл: Osmose Productions (# OPCD 052) - Формат: CD, LP   | —  | —  | —  | —   |
| 1999                                                                         | Projector - Виданий: 10 серпня 1999 - Лейбл: Century Media (# 77285) - Формат: CD, LP, digi        | —  | —  | —  | —   |
| 2000                                                                         | Haven - Виданий: 25 липня 2000 - Лейбл: Century Media (# 77297) - Формат: CD, LP, digi             | —  | —  | —  | —   |
| 2002                                                                         | Damage Done - Виданий: 20 серпня 2002 - Лейбл: Century Media (# 77403) - Формат: CD, LP, digi      | 29 | 83 | —  | 146 |
| 2005                                                                         | Character - Виданий: 25 січня 2005 - Лейбл: Century Media (# 77603) - Формат: CD, LP, digi         | 3  | 83 | 30 | 173 |
| 2007                                                                         | Fiction - Виданий: 17 квітня 2007 - Лейбл: Century Media (# 77615) - Формат: CD, LP                | 12 | 59 | 19 | 145 |
| 2010                                                                         | We Are the Void - Виданий: 24 лютого 2010 - Лейбл: Century Media (# 77615) - Формат: CD, LP        | 9  | 59 | 16 | —   |
| 2013                                                                         | Construct - Виданий: 27 травня 2013 - Лейбл: Century Media - Формат: CD, LP                        | 9  | 37 | 15 | 136 |
| «—» позначає релізи, що не потрапили у чарти чи не були видані у цій країні. | |    |    |    |     |

## Концертні альбоми
| Рік  | Деталі альбому                                               |
| ---- | ------------------------------------------------------------ |
| 2009 | Where Death Is Most Alive - Лейбл: Century Media (# 9979132) |

## Збірки
| Рік  | Деталі альбому                                                                                    |
| ---- | ------------------------------------------------------------------------------------------------- |
| 1993 | Tranquillity - Лейбл: Carnage Records                                                             |
| 2000 | Skydancer/Of Chaos and Eternal Night - Виданий: 19 вересня 2000 - Лейбл: Century Media (# 7986)   |
| 2004 | Exposures — In Retrospect and Denial - Виданий: 24 травня 2004 - Лейбл: Century Media (# 775032)  |
| 2009 | Manifesto of Dark Tranquillity - Виданий: 2 березня 2009 - Лейбл: Century Media (# 9978872)       |
| 2009 | Yesterworlds - Виданий: 22 травня 2009 - Лейбл: Century Media                                     |
| 2009 | The Dying Fragments - Виданий: 30 жовтня 2009 - Лейбл: Century Media - Формат: limited edition CD |

## Міні-альбоми
| 1991                                      | Trail of Life Decayed - Виданий: 23 березня 1991 - Лейбл: самовидання          | —  |
| 1992                                      | A Moonclad Reflection - Лейбл: Slaughter                                       | —  |
| 1995                                      | Of Chaos and Eternal Night - Лейбл: Spinefarm Records                          | —  |
| 1996                                      | Enter Suicidal Angels - Виданий: 25 листопада 1996 - Лейбл: Osmose Productions | —  |
| 2004                                      | Lost to Apathy - Виданий: 15 листопада 2004 - Лейбл: Century Media (# 775852)  | 47 |
| 2012                                      | Zero Distance - Виданий: 5 березня 2012 - Лейбл: Century Media                 |    |
| «—» позначає релізи, що не були у чартах. |                                                                                |    |

## Сингли
| Рік  | Деталі синглу                                                          |
| ---- | ---------------------------------------------------------------------- |
| 2007 | Focus Shift - Виданий: 4 квітня 2007 - Лейбл: Century Media (# 7508-2) |
| 2007 | Misery's Crown / Focus Shift - Лейбл: Century Media (# 7987-2)         |

## Відео-альбоми
| Рік  | Деталі альбому                                                                             |
| ---- | ------------------------------------------------------------------------------------------ |
| 1996 | Zodijackyl Light - Лейбл: Osmose Productions (OPV 04) - Формат: VHS                        |
| 1998 | World Domination - Лейбл: Osmose Productions - Формат: VHS                                 |
| 2003 | Live Damage - Виданий: 29 вересня 2003 - Лейбл: Century Media (# CM 77485-7) - Формат: DVD |
| 2009 | Where Death Is Most Alive - Виданий: 26 жовтня 2009 - Лейбл: Century Media - Формат: DVD   |

## Музичні відео
| Рік  | Відео                                  | Режисер           |
| ---- | -------------------------------------- | ----------------- |
| 1997 | «Zodijackyl Light»                     |                   |
| 1997 | «Hedon»                                |                   |
| 1998 | «Therein»                              | Генрік Бенгтссон  |
| 2002 | «Monochromatic Stains»                 | Ахіллес Гацопулос |
| 2005 | «Lost to Apathy»                       | Роджер Юганссон   |
| 2005 | «The New Build»                        | Роджер Юганссон   |
| 2007 | «Focus Shift»                          | Роджер Юганссон   |
| 2007 | «Terminus (Where Death Is Most Alive)» |                   |
| 2009 | «Misery's Crown»                       | Роджер Юганссон   |
| 2010 | «Shadow in Our Blood»                  | Веса-Матті Вайніо |
| 2011 | «Iridium»                              | Ніклас Сундін     |
| 2011 | «Zero Distance»                        |                   |
| 2012 | «In My Absence»                        |                   |
| 2013 | «Uniformity»                           | Патрік Уллаеус    |